# Palma Violets

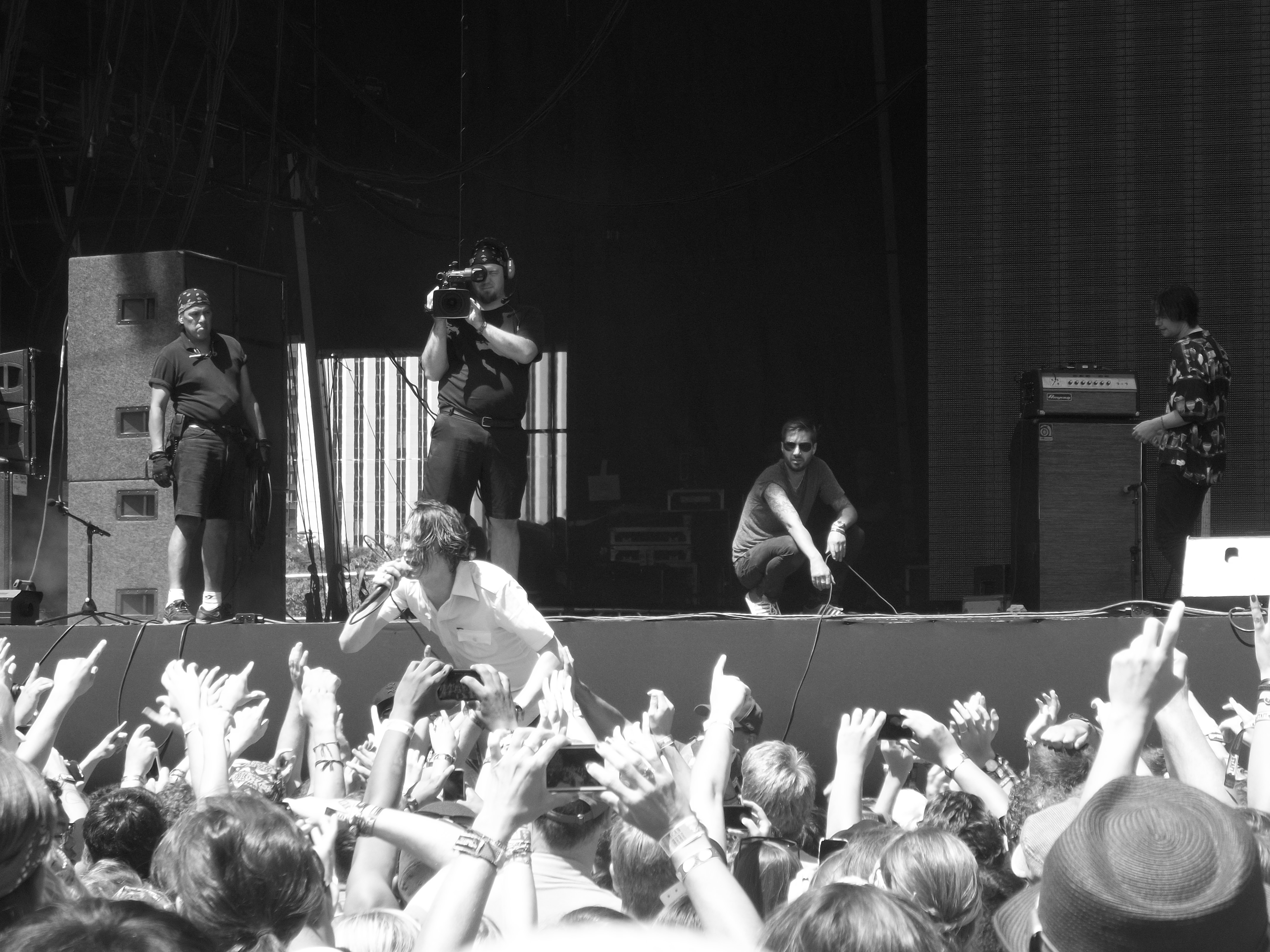
A banda no Lollapalooza 2013 em Chicago.

Palma Violets é uma banda britânica de Lambeth, Londres. A banda foi formada em 2011, a partir de uma parceria musical entre Samuel Fryer e Chilli Jesson.
A banda é geralmente incluída na cena indie, com influências de rock de garagem e punk rock. O primeiro single da banda, "Best of Friends", foi votado como a canção do ano de 2012 pela revista de música britânica NME e seu álbum de estreia, 180 foi lançado em 25 de fevereiro de 2013.

## História
O quarteto indie foi formado depois de um encontro casual em torno de uma fogueira no Festival de Reading pelos atuais membros da banda Alexander "Chilli" Jesson (vocal e baixo), Samuel Thomas Fryer (vocal e guitarra), Jeffrey Peter Mayhew (teclado) e William Martin Doyle (bateria). Juntos, os quatro passaram a maior parte do ano de 2012 escrevendo canções e planejando apresentações particulares a amigos e familiares num espaço artístico em Londres, o Estúdio 180.
Os shows febris da banda atraíram a atenção de uma gravadora indie respeitada, a Rough Trade Records (da qual também fazem parte bandas como  The Smiths, The Libertines e Strokes), assim contratando-os.
"Formamos a banda a partir de uma frustração que tínhamos quando íamos ver outras bandas... Sentíamos como se não pudéssemos sentir a música", disse o vocalista Fryer para a BBC.
Em 10 de janeiro de 2013, a banda lançou o single "Step Up for the Cools Cats", no BBC Radio 1 e, mais tarde, a música teve um espaço no iTunes graças ao programa Hottest Record in the World, servindo como um segundo single do álbum 180, que seria lançado pouco depois, seguindo o sucesso "Best of Friends", que ganhou certa notoriedade e foi nomeado o hit do ano anterior pela revista britânica de música NME. 
Em de Dezembro de 2012, a BBC anunciou os indicados ao Sound Of... de 2013 (uma votação anual realizada pelas propriedades da BBC que escolhe qual deve ser o artista ou banda mais promissor do ano), e o quarteto estava entre eles. Porém, a vencedora foi a banda feminina americana de indie rock Haim.
No Brasil, a banda tocou no Planeta Terra Festival em 9 de novembro de 2013, e obteve uma reação muito positiva do público e da crítica especializada.

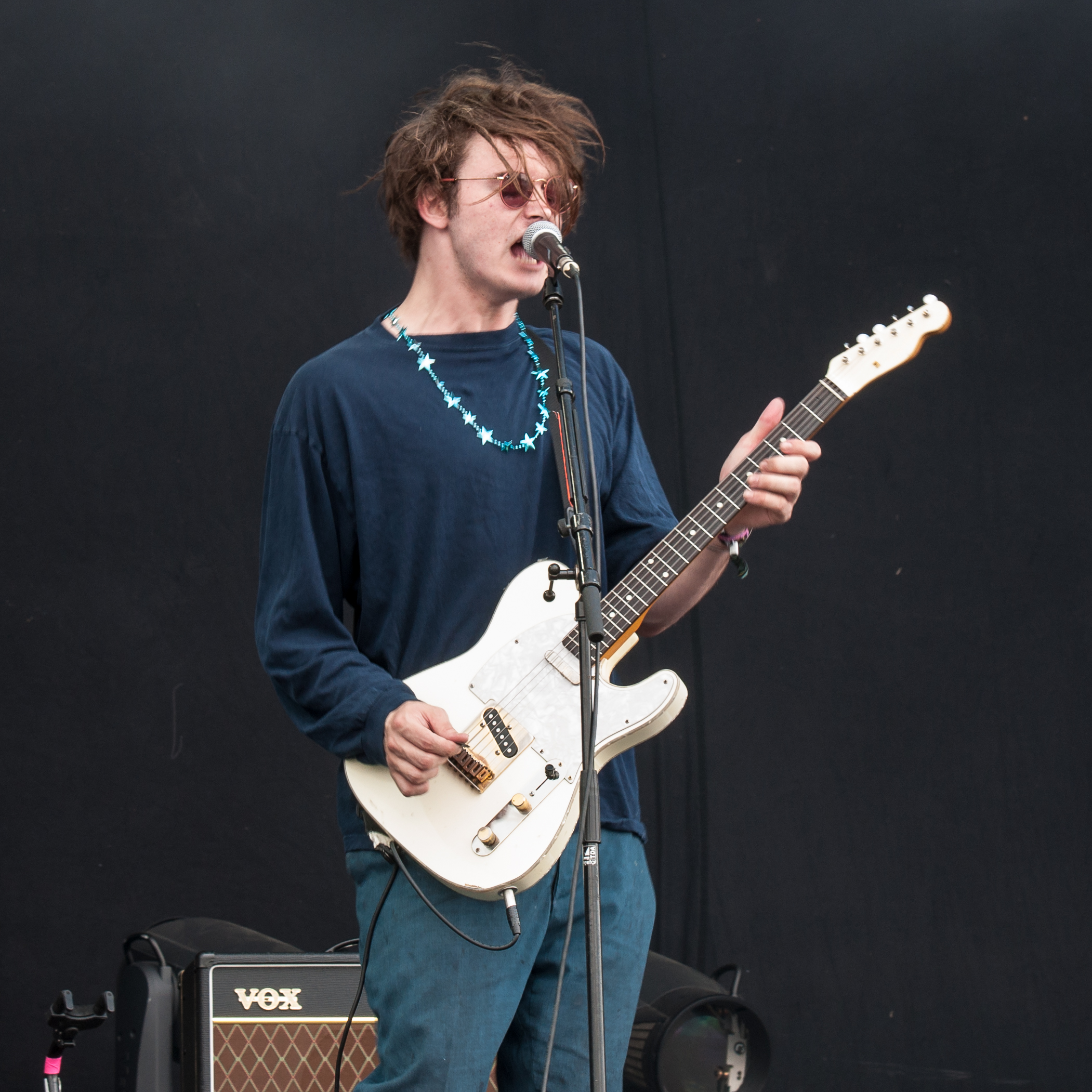
Alexander Jesson se apresentando Rock am Ring 2013.

## Integrantes
- Samuel Fryer (vocalista, guitarrista)
- Alexander "Chilli" Jesson (vocalista, baixista)
- Peter Mayhew (tecladista)
- William Doyle (baterista)

## Discografia
Álbuns de estúdio
- 180 (2013)
- Danger in the Club (2015)

Singles
- 2012: "Best of Friends"/"Last of the Summer Wine"
- 2013: "Step Up for the Cool Cats"
- 2013: "We Found Love"
- 2015: "Danger in the Club"
- 2015: "English Tongue"

## Filmografia
| Ano  | Programa                    | Performances                                                 | Notas                      |
| ---- | --------------------------- | ------------------------------------------------------------ | -------------------------- |
| 2012 | Later... with Jools Holland | "Best of Friends" "Last of the Summer Wine" & "Tom the Drum" | 41ª Temporada, Episódio 10 |